# Андреас Охнер
Андреас Охнер фон Рінн (англ. Andreas Oxner; бл. 1459 — 12 липня 1462, с. Рінн Північний Тіроль, Австрія) — трирічний австрійський хлопчик згідно з кривавим наклепом став жертвою ритуального вбивства святий мученик з римо-католицької церкви. Поминається в церковному календарі 12 липня.

## Життєпис

### Біографія
Андреас Охнер осиротів у віці 2 років і потрапив в опікунство до свого хресного і родича Маєра. Через рік тіло Андреаса знайшли на дереві з жахливими ранами. Маєр був заарештований як підозрюваний у вбивстві і свідчив, що він продав дитину євреям, які проходили поруч. Котрі його вбили у найближчому лісі катуванням і відбором крові. На табличці з надписом на церкві Рінна, датованій 1575 роком, написано, що гроші, отримані за дитину його хресним батьком, перетворилися у листя.

### Прославлення
У 1475, мощі дитини були перенесені до парафіяльній церкви в село Рінн.
Місце вбивства дитини, Judenstein-бай в селі Рінн, стало місцем паломництва для вірних католицької церкви
У 1642 році, лікар Hyppolyte Guarinoni, який, в той час був прикріплений до жіночого монастиря в (Бегинаж), за розповідями про ритуальні вбивства місцевих австрійських дітей, написав книгу про ці злочини: «Тріумф Крон Marter VND Grabschrift де Хайліг Unschuldigen Kindts» (переклад приблизно як «Мучеництво, перемога прославлення святих дітей»).
У 1753 році папа Бенедикт XIV благословив шанування Андреса Охнера, оголосивши його беатифікацію в 1755 році
В 1816 році Брати Грімм описали життєпис святого мученика при публікації їх першого тому.
У 1893 році з'явилася книга, «Чотири тріольських дітей-жертв жидівського фанатизму» віденського священика Йозефа Deckert.

### Сучасні заборони
Свято св. Андреаса Охнера фон Рінна було викреслено з церковного календаря в 1953 році єпископом з Інсбрука, Полом Руш.
У 1985 році мощі святого мученика були видалені з парафіяльної церкви, а в 1994 році прочитання святого мученика заборонив і єпископ Рейнгольд Stecher.

### Сучасні прочитання
Незважаючи на ці заборони, паломництво в село Рінн завжди проходить щороку у неділю після 12 липня, де присутні місцеві жителі, праві екстремісти і католики-традиціоналісти. Всупереч наказам католицької церкви, науковим даним щодо цієї легенди і недоведеності ритуального вбивства.
Серед прихильників почитання святого мученика є Готфрід Мельцер, со-капелан паломництва, який був «suspens в divinis» і засудженим в Австрії у 1998 році за підбурювання до расової ненависті; Роберт Prantner, богослов і член асоціації Engelwerk, і Курт Крень, колишній єпископ Санкт-Пельтен і президент Ліги Молитви за мир між народами.